# Jeżyce, West Pomeranian Voivodeship
Jeżyce [jɛˈʐɨt͡sɛ] (trước đây là Altenhagen Đức) là một ngôi làng ở quận hành chính của Gmina Darłowo, trong Sławieński, Zachodniopomorskie, ở tây bắc Ba Lan. Nó nằm khoảng 7 kilômét (4 mi) phía nam Darłowo, 19 km (12 mi) phía tây Sławno, và 159 km (99 mi) về phía đông bắc của thủ đô khu vực Szczecin.
Trước năm 1945, khu vực này là một phần của Đức. Đối với lịch sử của khu vực, xem Lịch sử của Pomerania.
Ngôi làng có dân số 272 người.